# Limmy's Show
Limmy's Show est une émission de télévision écossaise humoristique surréaliste diffusée par la BBC Two Scotland, écrite et réalisée par Brian "Limmy" Limond, qui joue son propre rôle ainsi que ceux de divers personnages dans une série de sketchs observationnels, surréalistes, sombres et bizarres. Limmy brise fréquemment le quatrième mur en parlant directement aux téléspectateurs via la caméra. La série met en vedette Brian Limond, Paul McCole (en), Alan McHugh (en), Kirstin McLean (en) et Ryan Fletcher (en). La première série présentait un casting de soutien complètement différent, composé de Debbie Welsh, Tom Brogan et Raymond Mearns (en). L'émission est devenue culte au fil du temps.

## Développement
Limmy's Show est créé à la suite du succès des performances live de Limmy au Edinburgh Festival Fringe et au Glasgow International Comedy Festival (en) basées sur son podcast à succès de 2006, Limmy's World of Glasgow. Plusieurs des personnages vus dans Limmy's Show ont été créés à l'origine pour ce podcast, notamment Jacqueline McCafferty, Wee Gary et Dee Dee. Les six épisodes de la première série, approuvée après un pilote réussi en février 2009, sont diffusés de manière hebdomadaire à partir du 10 janvier 2010. En juillet 2012, Limmy révèle via Twitter qu'il tourne actuellement la troisième série, qui est diffusée à partir du 12 novembre 2012. En outre, une émission spéciale de Noël est diffusée en décembre 2013. Après celle-ci, Limmy déclare qu'il ne veut plus tourner de nouveaux épisodes. Limmy a également proposé à la BBC Scotland une sitcom basée autour du personnage de Falconhoof, alias "Ped", mais elle a été refusée.

## Personnages récurrents
- Limmy - Limmy apparaît dans son propre rôle, faisant des observations vagues sur la vie et la culture moderne. Ces sketches vont de la courte satire à la danse en passant par des blagues de type non-sequitur. À plusieurs reprises, il critique les prestations de Top of the Pops, avec lui-même inséré dans les images.
- Jacqueline McCafferty - Une ancienne toxicomane ayant passé trois ans de sa vie accro à l'héroïne et cinq ans de plus dans un programme de désintoxication à la méthadone. Jacqueline fait de son mieux pour s'intégrer au sein des classes moyennes et supérieures et est très amère envers les gens qui la regardent de haut.
- Falconhoof - L'hôte costumé, humble, à la voix douce, toujours bien intentionné de « Adventure Call », un jeu télévisé interactif dans lequel il guide les joueurs à travers un jeu de rôle fantastique afin de gagner des récompenses en argent. Il doit régulièrement faire face à des interlocuteurs en colère ou menaçants, et autres situations inattendues ou déroutantes.
- Derek "Dee Dee" Durie - Un bon-à-rien mentalement absent passant son temps à ne rien faire sauf sur-analyser des choses triviales. Il commence chaque monologue par « Fockin' » («Putain de »).
- Raymond Day (séries 2-3) - Un médium de télévision arrogant inspiré de Colin Fry (en)[réf. nécessaire] dévoilant des informations horribles et dévastatrices sur des certaines personnes du public, qui est pour le reste joyeux. Les autres membres du public semblent totalement inconscients de l'horreur émotionnelle que Raymond inflige à ces personnes. Cependant, Raymond lui-même est décrit comme un fraudeur intentionnellement malveillant.
- Expériences de Larry Forsyth (séries 2-3) - Ces sketchs sont une série d'expériences que le personnage principal « Larry Forsyth » mène avec des drogues fictives. Celles-ci ont souvent des effets hallucinatoires étranges, et l'expérience se termine toujours par une infirmière entrant dans la pièce et pour le maîtriser. Le sketch est présenté comme une émission de télévision en noir et blanc des années 1950, calquée sur un épisode tristement célèbre et non diffusé de l'émission de télévision Panorama dans lequel Christopher Mayhew mène une expérience similaire en utilisant la mescaline.
- M. Mulvaney (série 1 et spéciale) - Un homme d'affaires espiègle de 60 ans qui cherche constamment des moyens de contourner la loi alors qu'il lutte avec ses désirs de se livrer à des actes de petite délinquance.
- Wee Gary (série 1) - Un élève du primaire qui passe ses récréations et son déjeuner à essayer de se faire de l'argent sur ses camarades avec un tact manipulateur et en vendant tout et n'importe quoi.
- Supercalculateur (série 1) - Limmy contrôle un supercalculateur afin de faire des ravages sur les choses qu'il déteste dans la société et causer des méfaits dans la vie de tous les jours.
- John Paul (série 1) - Un adolescent des classes populaires, petit délinquant et fauteur de troubles qui terrorise et humilie ses victimes, en se comportant d'une manière rustre. Il a une présence persistante et négative sur les réseaux sociaux.
- The Spies (série 2) - Deux espions incompétents qui sont déterminés à « trouver quelque chose » à propos de l'autre, mais chaque fois déjoués par leur incapacité à prédire les actions de l'autre.
- Mec dans un pub vide (série 1) - À la fin de certains sketchs, Limmy se retrouve soudainement dans un pub vide ou un homme lui raconte une histoire, cela se rapportant parfois au sketch précédent. Limmy a toujours l'air confus quant à la façon dont il est arrivé ici.

## Épisodes
| Série                   | Nombre d'épisodes | Dates de diffusion                  |
| ----------------------- | ----------------- | ----------------------------------- |
| 1                       | 6                 | 10 janvier 2010 - 15 février 2010   |
| 2                       | 6                 | 17 février 2011 - 24 mars 2011      |
| 3                       | 6                 | 12 novembre 2012 - 17 décembre 2012 |
| Épisode spécial de Noël | 1                 | 22 décembre 2013                    |

## Récompenses
Limmy's Show a remporté deux prix BAFTA Scotland pour le meilleur programme de comédie/divertissement, la première fois en novembre 2011 et la seconde fois en 2013.